# Trampsjöfart
Trampsjöfart eller trampfart kallas det då ett fartyg inte har någon speciell fraktlinje eller tidtabell som det trafikerar. Fartyg i trampsjöfart tar löpande den last de kan få tag i, och seglar dit frakten önskas bli transporterad. Trampsjöfart utgör motsatsen till linjesjöfart.
Ordet kommer från det engelska ordet tramp, "luffare"
Trampsjöfart förekommer bland en större del av världens tankfartyg, kylfartyg och bulkfartyg.
Det kallas ofta cross-trade, men det brukar dessutom innebära att fartyget inte anlöper hemlandet emellan, utan går från land till land i utrikes frakt.
För svenska rederier var godstransport i trampfart 8 % av den samlade nettoomsättningen år 2012 enligt officiell statistik från Trafikanalys.